# Dolmens de Kerprovost
Les dolmens de Kerprovost (ou Kerbrevost), appelés aussi Roc'h-er-Lann, sont deux dolmens situés à Belz, dans le département français du Morbihan.

## Historique
L'un des deux dolmens est classé au titre des monuments historiques par arrêté du 8 juin 1945 mais la liste officielle des monuments historiques n'indique pas lequel.

## Description
Les deux sont éloignés d'environ 25 m l'un de l'autre. Les deux dolmens ouvrent au sud-sud-est. La chambre du dolmen oriental est délimitée par sept orthostates. Elle mesure 3,60 m de long sur 2,70 m de large. Une table de couverture est demeurée en place, la seconde est effondrée à l'intérieur de la chambre. La chambre du dolmen occidental est délimitée par dix orthostates. Elle mesure 4 m de long sur 3,60 m de large. La table de couverture est effondrée à l'intérieur de la chambre en appui sur les supports du fond. Elle mesure 2,40 m de diamètre.